# Đông Bắc tác gia quần
Đông Bắc tác gia quần (tiếng Trung: 東北作家群) là một nhóm văn bút Trung Hoa Dân quốc mà thành viên đều sinh trưởng ở Mãn Châu.

## Lịch sử
Dù có thể khác biệt về thể loại hoặc xu hướng chính trị, nhưng các tay viết Đông Bắc tác gia quần đều tự đặt mình vào trào lưu hiện đại hóa văn học. Tổ chức này xuất hiện trong bối cảnh Hoa lục đang bị Nhật Bản dần lấn lướt, họ phản đối việc chia cắt Trung Hoa thành nhiều mảnh nhỏ và càng không muốn Mãn Châu ly khai khỏi Trung Hoa hoặc sẽ là một phần của Đế quốc Nhật Bản. Các tác phẩm của Đông Bắc tác gia quần thường gợi nhắc những bi cảm trong sự nô dịch, đây đó hiện diện tinh thần ái quốc và kháng Nhật. Một số tác gia còn mạnh mẽ đề cập đến nỗi đau khổ của người Mãn Châu dưới ách Nhật Bản, bày tỏ sự sẵn sàng và sẻ chia suy nghĩ của mình với người dân nơi đó về một ngày mai giành lại được lãnh thổ.
Chính vì thiên hướng kháng Nhật, đa số thành viên Đông Bắc tác gia quần phải lưu vong tại Hà Bắc, Hà Nam và khắp miền Hoa Trung, khi Chiến tranh Hoa-Nhật bùng nổ, nhiều người thậm chí phải chạy đến Hồng Kông. Một số ít còn ở lại Đông Bắc thì bị gây khó dễ hoặc cầm tù vì lý do chính trị đặc biệt, điển hình như Kim Kiếm Khiếu bị chính quyền Nhật Bản xử tử. Tựu trung, Đế quốc Nhật Bản coi Đông Bắc tác gia quần là hạng tội phạm rất nguy hiểm cần phải loại trừ, trong khi chính quyền Trung Hoa Dân quốc lại ngờ vực lòng trung thành của họ.
Sau thế chiến, do Nhật Bản đã chiến bại và không còn hiện diện trên đất Trung Hoa nữa, Đông Bắc tác gia quần mất đi lý do tồn tại. Khi cuộc Nội chiến Trung Quốc bùng phát trở lại, các thành viên Đông Bắc tác gia quần rẽ theo nhiều xu hướng chính trị khác nhau, họ dần xa cách nhau về văn phong và tư tưởng nghệ thuật, do đó tổ chức này hầu như tự tan rã.
Ngày nay, mỗi khi giới phê bình và nghiên cứu cần đề cập đến lịch sử văn học Trung Quốc thế kỷ XX, Đông Bắc tác gia quần là một trường phái không thể bỏ qua.

## Đại biểu
- Tiêu Quân (chủ soái)
- Tiêu Hồng
- Đoan Mộc Hống Lương
- Thư Quần
- Dương Hối
- Mục Mộc Thiên
- Sư Điền Thủ
- Trương Thiết Huyền
- Cao Lan
- Tân Lạo
- Trâu Lục Chỉ
- Khâu Cầm
- Lôi Gia
- Diêu Bôn
- Lạc Tân Cơ
- La Phong
- Bạch Lãng
- Lý Huy Anh
- Kim Kiếm Khiếu